# Nissan Group
Nissan Group (яп. 日産コンツェルン Nissan Kontserun, «Концерн Nissan»), ранее Nissan zaibatsu, — это группа компаний и самое влиятельное бизнес-формирование в Японии.
Группа была основана Ёсисуке Айкавой в 1928 году и изначально представляла собой холдинг, возникший как ответвление Kuhara Mining Co. (ставшей Nippon Mining & Metals Company; в настоящее время входит в Eneos Holdings), президентом которого Айкава стал после смерти своего шурина, Фусаносуке Кухары. После банкротства Kuhara zaibatsu в результате Первой мировой войны, Айкава реорганизовал её активы в Japan Industries или Nihon Sangyo Corporation (яп. 日本産業株式会社 Нихон Сангё кабусики-гайся), сокращенно Nissan.
Главными отраслями деятельности группы были недвижимость и страхование, а также сотни членских компаний, включая рыболовные и горнодобывающие предприятия, компании, связанные с Hitachi Group, и автомобильную промышленность, которой сегодня славится Nissan. После Второй мировой войны дзайбацу была расформирована и преобразована в Nichiyo-kai, иначе известную как Nissan Group.
Несмотря на то, что имя Nissan было известно в первую очередь благодаря выпуску автомобилей за пределами Японии, компания Nissan Motor была сравнительно небольшим сторонним бизнесом относительно своего основного бизнеса в сфере недвижимости вплоть до обвала цен на недвижимость в начале 1990-х годов (см. Японский финансовый пузырь). Как и аналогичный ипотечный кризис в США (кризис субстандартного кредитования), этот кризис нанес сокрушительный удар по Nissan Group, оставив её с долгами в несколько сотен миллиардов долларов.
Nissan Group уже давно избавилась от большинства своих активов в сфере недвижимости (которые были проданы Mitsui & Co. и до сих пор функционируют под названием Bussan Real Estate Company) и сосредоточилась на промышленности и страховании. Nissan Motor получила больше независимости, когда французский производитель автомобилей Renault купил 38,8 % акций компании за 5,4 миллиарда долларов в 1999 году и назначил Карлоса Гона генеральным директором нового альянса Renault-Nissan. Успешный разворот компании Nissan Motor стал возможен благодаря тому, что генеральный директор Гон сумел отвязать её от связи с кэйрэцу и сократить штат японских рабочих на 23 000 человек.

## Компании
- Группа Nissan
  - Nissan Motor (яп. 日産自動車)
  - Nissan Chemical Corporation (яп. 日産化学工業)
  - Nissan Securities (яп. 日産証券)
  - NNK (Nissan) (яп. NNK 日産農林)
  - Kinugawa Rubber Industrial Company[англ.]
  - Kayaba Industry[англ.]
- Группа Hitachi
  - Hitachi, Ltd
    - INES Corporation
    - Hitachi Maxell
    - Nisseicom Limited

  - Hitachi Capital (яп. 日立キャピタル株式会社)
  - Hitachi Metals (яп. 日立金属)
  - Hitachi Cable
  - Hitachi Chemical (яп. 日立化成工業株式会社)
    - Shin-Kobe Electric Machinery Company (яп. 新神戸電機株式会社)

  - Nichirei Corporation[англ.] (яп. 株式会社ニチレイ)
  - Hitachi Zosen Corporation[англ.]
  - Hitachi Construction Machinery[англ.] (яп. 日立建機株式会社)
    - TCM Corp (яп. TCM株式会社)

  - Nippon Suisan Kaisha[англ.]
  - NOF Corporation (яп. 日油株式会社)
    - Nissan Soap Company (яп. ニッサン石鹸株式会社)
    - Showa Tansan Company, Limited (яп. 昭和炭酸株式会社)

  - Rinkai Nissan Construction (яп. りんかい日産建設)
- Группа JXTG
  - JXTG Holdings Incorporated (яп. JXTGホールディングス株式会社)
    - JXTG Nippon Oil & Energy
    - JX Nippon Mining & Metals Company (яп. JX金属株式会社)
- Sompo Holdings (ранее Yasuda Fire & Marine Insurance Company)
  - Sompo Japan Nipponkoa Insurance
    - Nissan Century Security Company, Limited (яп. 日産センチュリー証券)
    - Kanematsu-NNK Corporation (яп. 兼松日産農林株式会社)

### Бывшие члены
- Victor Company of Japan или JVC, продана компании Panasonic в 1953 году, затем отделилась в самостоятельную компанию; объединена с Kenwood Corporation для создания JVCKenwood Corp.
- Nippon Columbia[англ.] — основана в 1910 году и выведена из состава Nissan Group в 2002 году.
- Denon — основана в 1910 году, в 2002 году объединилась с Marantz Japan Incorporated и образовала D&M Holdings[англ.].
- Nissan Mutual Life Insurance[англ.] — основана в 1909 году и обанкротилась в 1997 году.
- Nitto Denko[англ.] — основана в 1918 году.
- Nissan Diesel — продан Volvo в 2010 году, затем перепродан Isuzu в 2021 году.
- Nissan Marine[англ.] (слилась с Tohatsu в 2014 году).
- Nissan Outboard Motors[англ.] (слилась с Tohatsu в 2014 году).